# Überholvorgang

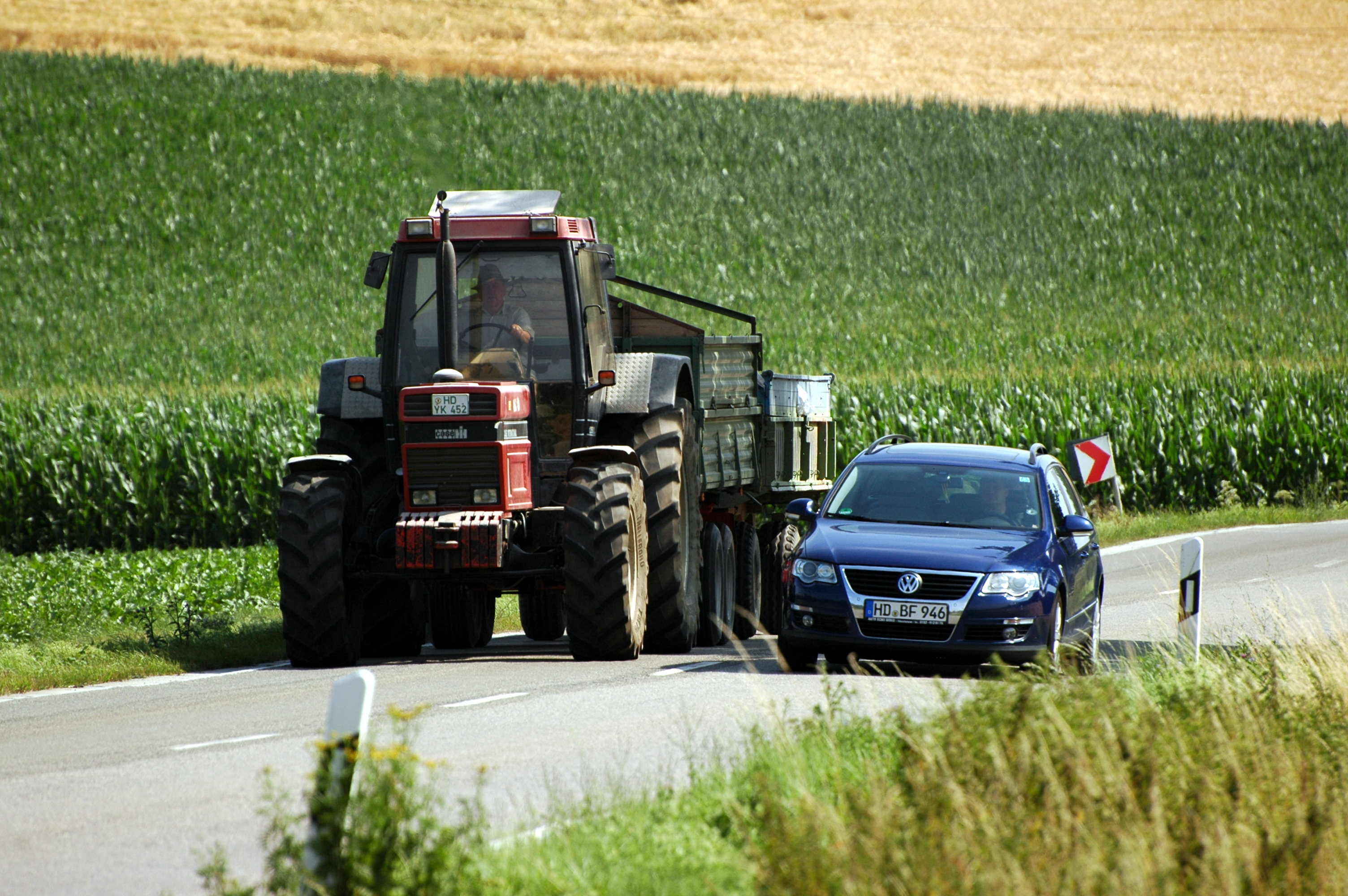
Überholvorgang

„Im Zweifelsfall nie überholen“: Briefmarke der DDR von 1969 zur Sicherheit im Straßenverkehr.

Als Überholvorgang (auch Überholen, Überholung) bezeichnet man das Passieren eines langsameren oder anhaltenden Verkehrsmittels (des Überholten) durch ein schnelleres.

## Auf der Straße
Im Straßenverkehr findet ein Überholvorgang statt, wenn zwei Fahrzeuge auf derselben Fahrbahn mit unterschiedlicher Geschwindigkeit in dieselbe Richtung fahren und sich das schnellere Fahrzeug an dem langsameren Fahrzeug vorbeibewegt. Es ist dabei gleichgültig, ob sich die beiden Fahrzeuge auf demselben Fahrstreifen befinden oder nicht. Ebenso spielt die Absicht keine Rolle (Überholen durch das Langsamer-Werden des vorderen Fahrzeugs).
Im Gegensatz dazu bezeichnet Vorbeifahren das Passieren eines (nicht verkehrsbedingt) haltenden bzw. parkenden Fahrzeugs. Des Weiteren wird vom Vorbeifahren gesprochen, wenn sich die Fahrzeuge auf verschiedenen Teilen der Straße befinden, z. B. Straßenbahngleis und Fahrstreifen, Fahrstreifen und Busspur, Fahrstreifen und Radweg.
Bei Linksverkehr wird grundsätzlich – nicht generell – rechts, bei Rechtsverkehr grundsätzlich – nicht generell – links überholt.
Wird ein Verkehrsteilnehmer überholt, so muss der Überholvorgang vor dessen Ausführung per Betätigung des linken Fahrtrichtungsanzeigers angezeigt werden. Nach dem Überholvorgang muss der rechte Fahrtrichtungsanzeiger betätigt werden, um ein Einbiegen auf die rechte Fahrspur anzuzeigen. Werden einspurige Fahrzeuge wie ein Fahrrad oder ein Moped überholt, ist der Überholvorgang ebenfalls durch Betätigen des Fahrtrichtungsanzeigers vor und nach dem Überholvorgang anzuzeigen.
Voraussetzungen für das Überholen sind:

a) für den Überholenden:
- genügend Seitenabstand zum Überholten (bei zu Fuß Gehenden, Rad Fahrenden und Elektrokleinstfahrzeug Führenden, nach Regelung in der deutschen StVO, mindestens 1,5 m, außerorts 2,00 m)
- wesentlich höhere Geschwindigkeit als das überholte Fahrzeug (siehe auch Elefantenrennen bei Lkw).
- ausreichende Sicht auf den Gegenverkehr
- keine Gefährdung des Gegenverkehrs
- keine Gefährdung des nachfolgenden Verkehrs beim Ausscheren
- keine Gefährdung durch den Fahrbahnzustand
- keine Behinderung des Gegenverkehrs
- keine Behinderung des Überholten
- kein Überholverbot (allgemein oder für die entsprechende Fahrzeuggruppe)

b) für den Überholten:
- keine Geschwindigkeitserhöhung (außer bei der Straßenbahn)
- möglichst weit rechts fahren (Fahrräder müssen nach Gerichtsurteilen in Deutschland rechts mindestens 1,2 bis 1,5 m Abstand von am Fahrbahnrand parkenden Kfz halten, siehe Dooring)
- keine Behinderung des Überholenden

### Deutschland
In der Bundesrepublik Deutschland regelt § 5 StVO das Überholen.

VZ 276: Verbietet den Führern von Kraftfahrzeugen aller Art, mehrspurige Kraftfahrzeuge und Krafträder mit Beiwagen zu überholen (Deutschland)

VZ 277: Überholverbot für Kraftfahrzeuge mit einem zulässigen Gesamtgewicht über 3,5 t, einschließlich ihrer Anhänger, und von Zugmaschinen, ausgenommen Personenkraftwagen und Kraftomnibusse (Deutschland)

VZ 277.1: Verbot des Überholens von einspurigen Fahrzeugen für mehrspurige Kraftfahrzeuge und Krafträder mit Beiwagen (Deutschland)

Grundsätzlich darf in Deutschland nur links überholt werden, ausnahmsweise auch rechts in folgenden Fällen:
- bei dichtem Verkehr mit Schlangenbildung auf den Fahrstreifen einer Richtung (§ 7 Abs. 2 StVO)
- wenn auf dem linken Fahrstreifen eine Schlange steht oder sich mit langsamer Geschwindigkeit bewegt, dürfen Fahrzeuge diese mit geringfügig höherer Geschwindigkeit und mit äußerster Vorsicht rechts überholen. (§ 7 Abs. 2a StVO).
- innerhalb geschlossener Ortschaften für Pkw und Lkw bis 3,5 t zulässigem Gesamtgewicht und Motorräder bei mindestens zwei markierten Fahrstreifen für eine Fahrtrichtung
- in Bereichen, wo durch Ampeln der Verkehr geregelt wird
- Linksabbieger, die sich zur Fahrbahnmitte eingeordnet haben, müssen rechts überholt werden.
- Auf Autobahnen und Kraftfahrstraßen dürfen Abbieger die Fahrzeuge auf der durchgehenden Fahrbahn überholen, wenn die abgehenden Fahrstreifen mit einer breiten Leitlinie getrennt sind (§ 7a Abs. 1 StVO)[1] Jedoch auf Ausfädelungsstreifen (bisher Verzögerungsstreifen), also wenn noch keine breite Leitlinie zum durchgehenden Fahrstreifen abgrenzt, darf nicht rechts überholt werden. Stockt oder steht der Verkehr auf den durchgehenden Fahrstreifen, darf auf dem Ausfädelungsstreifen mit mäßiger Geschwindigkeit und besonderer Vorsicht überholt werden. (§ 7a Abs. 3 StVO)
- um eine Straßenbahn zu überholen, außer in Einbahnstraßen oder wenn die Schienen ganz rechts verlegt sind.
- Fahrzeuge, die auf der rechten Fahrbahn warten, dürfen bei ausreichend Platz per Fahrrad oder Mofa überholt werden (§ 5 Abs. 8 StVO)

Vor und an einem Fußgängerüberweg ist das Überholen verboten. (§ 26 Abs. 3 StVO)
Bei Zeichen 295, der weiß (oder gelb) markierten durchgezogenen Mittellinie , ist ein Überfahren der Linie verboten und damit auch ein Überholen.
Wer überholt wird, darf seine Geschwindigkeit nicht erhöhen. (§ 5 Abs. 6 StVO)
Wer ein Kraftfahrzeug führt, für das eine besondere Geschwindigkeitsbeschränkung gilt, sowie einen Zug führt, der länger als 7 m ist, muss außerhalb geschlossener Ortschaften ständig so großen Abstand von dem vorausfahrenden Kraftfahrzeug halten, dass ein überholendes Kraftfahrzeug einscheren kann. Das gilt nicht, wenn zum Überholen ausgeschert wird und dies angekündigt wurde, wenn in der Fahrtrichtung mehr als ein Fahrstreifen vorhanden ist oder auf Strecken, auf denen das Überholen verboten ist. (§ 4 Abs. 2 StVO)
Rechtlich zählt das Vorbeifahren an einem Fahrzeug, das verkehrsbedingt wartet (z. B. vor einer roten Ampel), gemäß VwV-StVO (Allgemeine Verwaltungsvorschrift zur Straßenverkehrs-Ordnung) als Überholen.

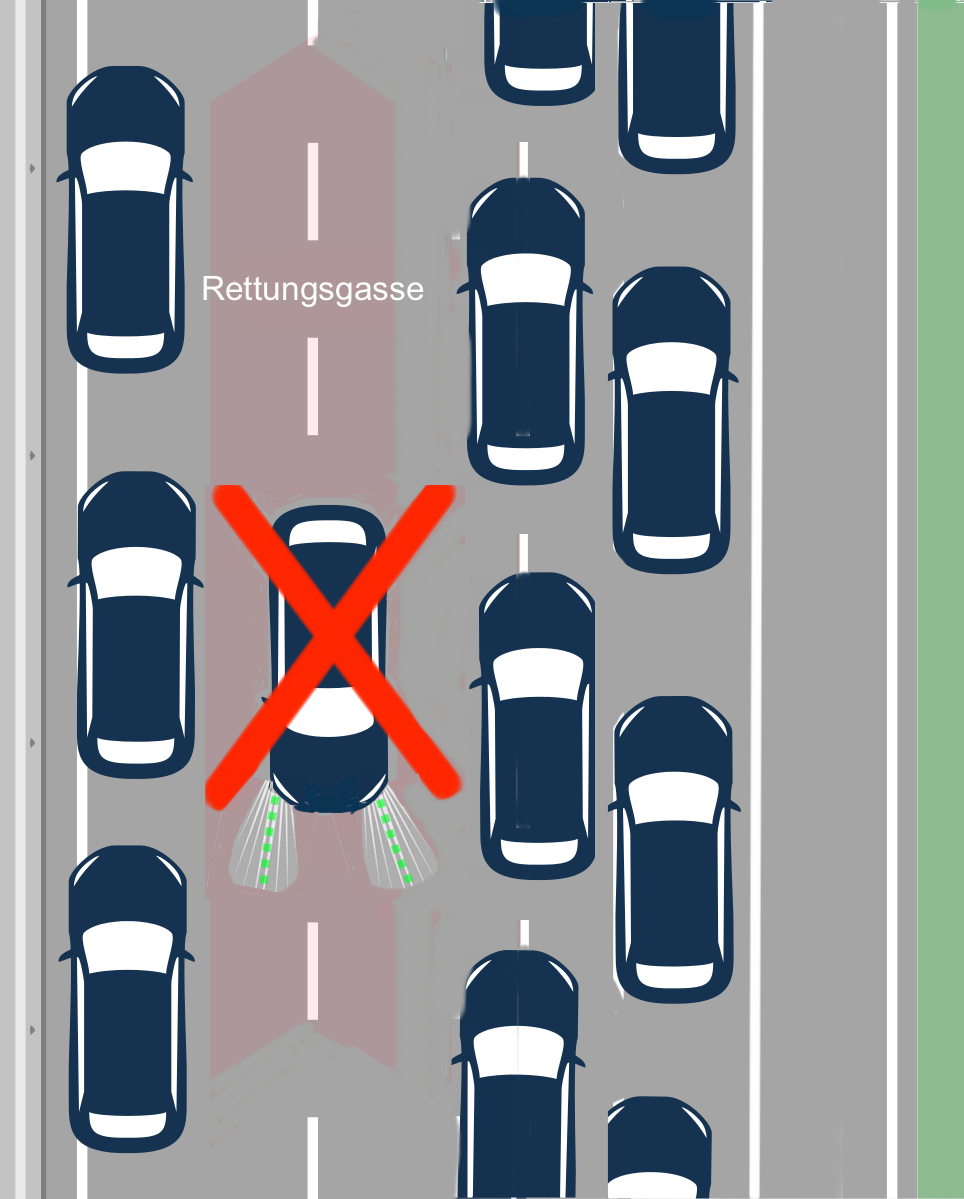
Geisterfahrer in der Rettungsgasse
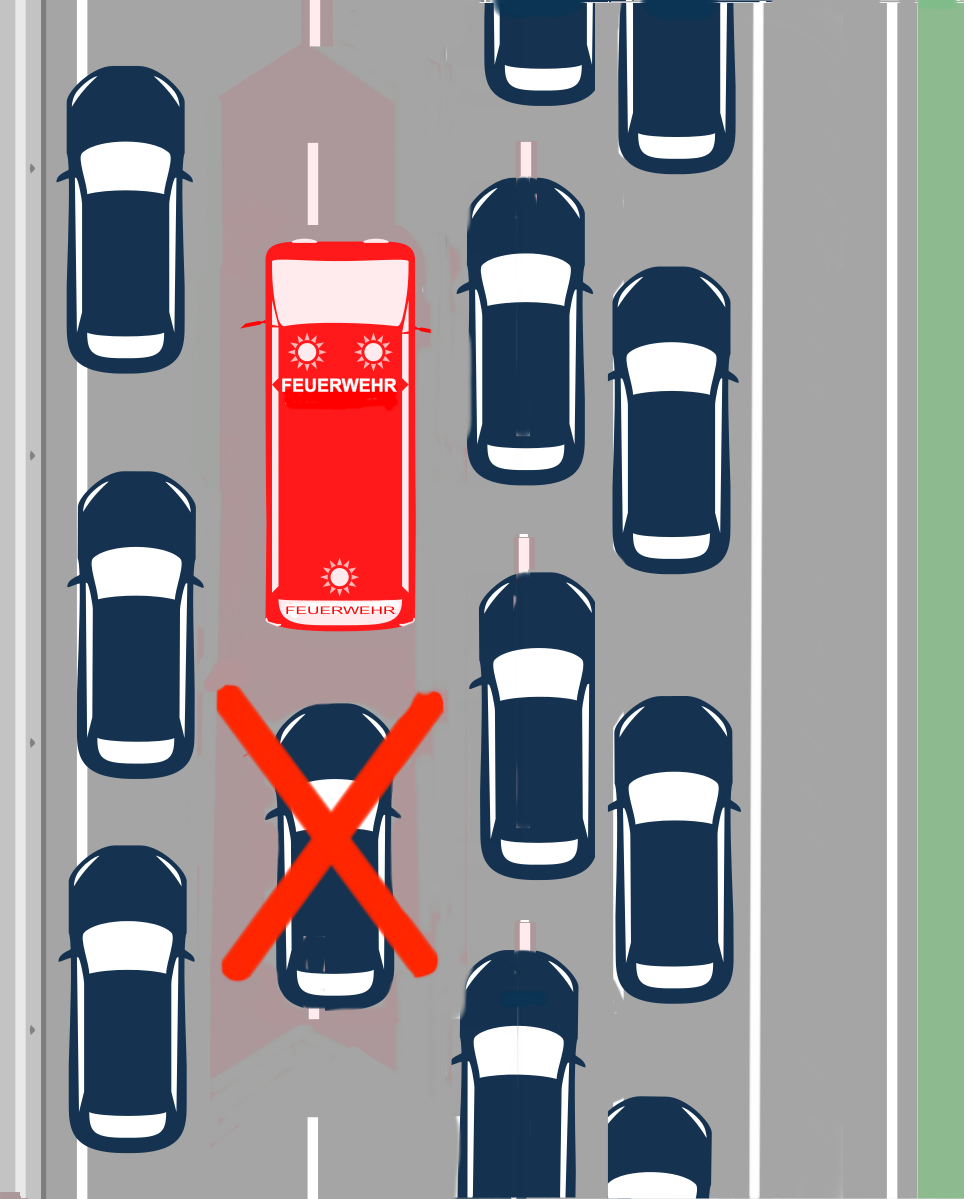
Nachfahren von Einsatzfahrzeugen in der Rettungsgasse ist verboten
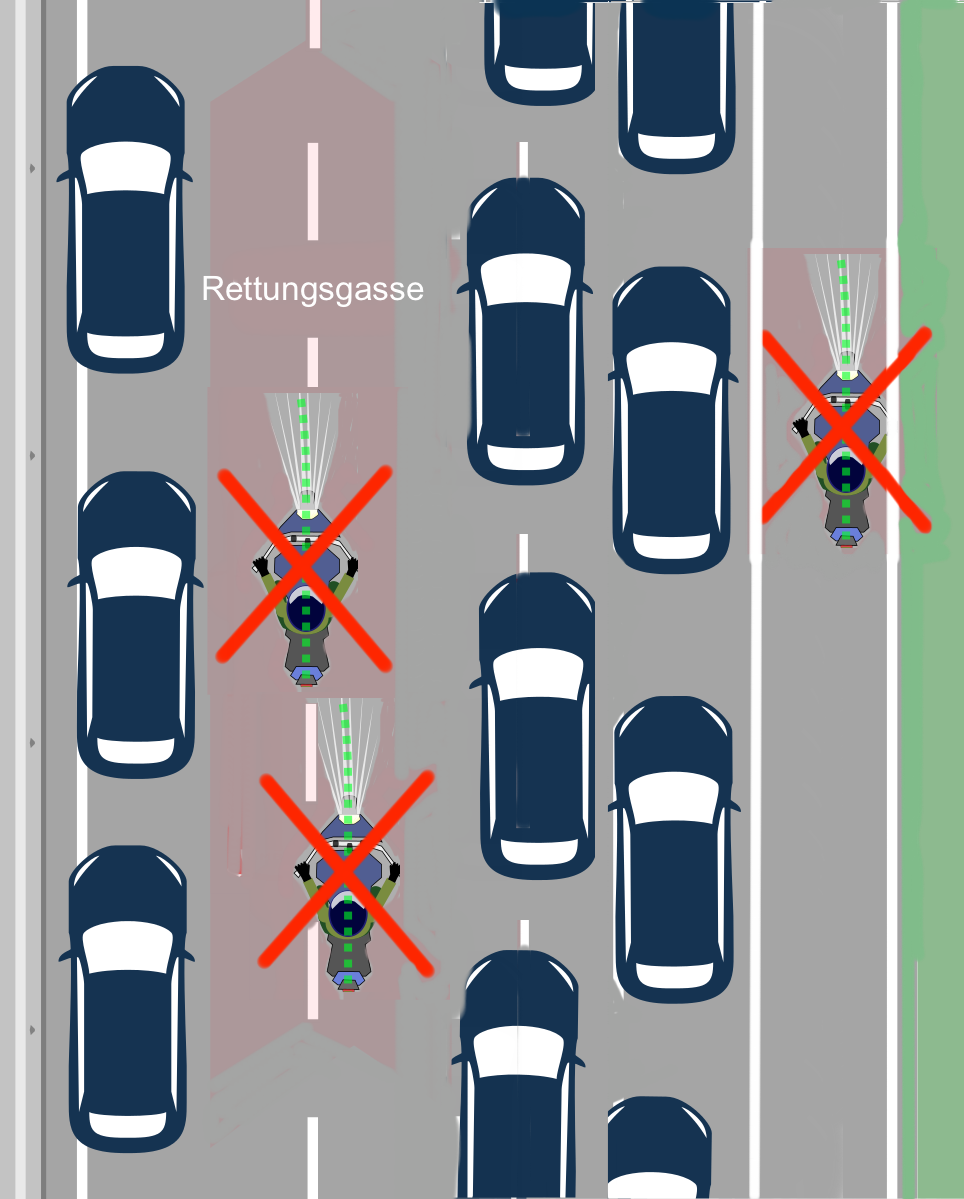
Überholverbot auch für Motorräder im Stau
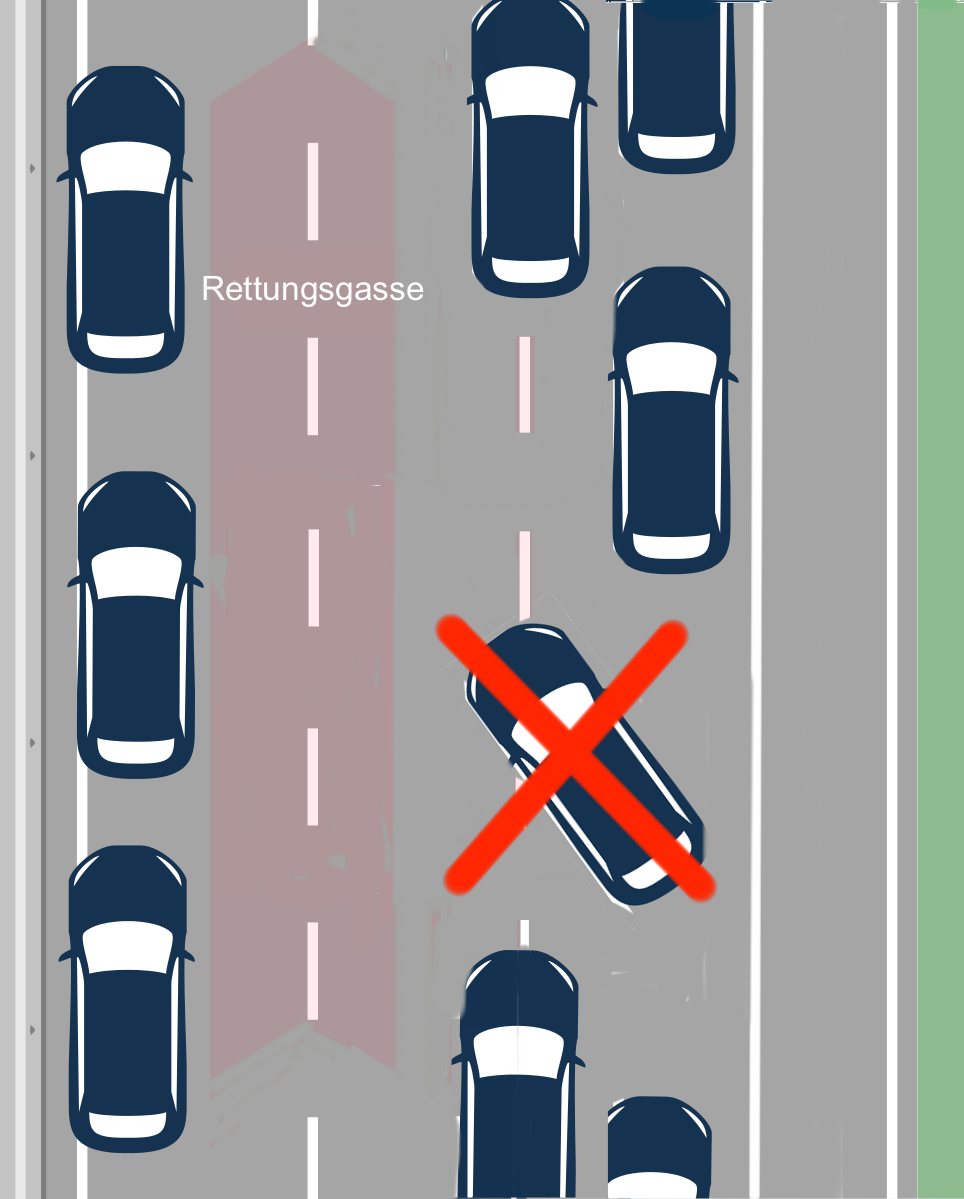
Fahrstreifenwechsel im Stau

Nach § 20 StVO besteht ein Überholverbot, wenn Omnibusse des Linienverkehrs und gekennzeichnete Schulbusse sich einer Haltestelle nähern und Warnblinklicht eingeschaltet haben. Hält der Bus dann mit Warnblinklicht, darf nur mit Schrittgeschwindigkeit und nur in einem solchen Abstand vorbeigefahren werden, dass eine Gefährdung von ausgestiegenen oder zum Bus laufenden Fahrgästen ausgeschlossen ist. Die Schrittgeschwindigkeit gilt auch für den Gegenverkehr auf derselben Fahrbahn. Die Fahrgäste dürfen auch nicht behindert werden. Wenn nötig, muss, wer ein Fahrzeug führt, warten.
Dauert etwa der Überholvorgang eines LKW bei einem „Elefantenrennen“ mit einer Differenzgeschwindigkeit von weniger als 10 km/h auf einer zweistreifigen Autobahn mehr als 45 Sekunden, handelt es sich um ein ordnungswidriges Verkehrsmanöver (§ 5 Abs. 2 Satz 2, § 49 Abs. 1 Nr. 5 StVO), wenn dadurch der Verkehrsfluss unangemessen behindert wird.
Auf Autobahnen dürfen LKW in Baustellen nicht überholen.
Umstritten sind auch Überholvorgänge bei Traktoren mit großen Anhängern oder schwerfälligen Gespannen. Beim Abbiegen von Feldern auf Landstraßen können diese für einen längeren Zeitraum die gesamte Fahrbahn blockieren. Besonders in der Dunkelheit oder bei Nebel sind nicht oder schlecht beleuchtete Anhänger schwer zu erkennen und verlangen von den Autofahrern besondere Aufmerksamkeit.

### Österreich
In Österreich wird das Überholen in § 15 (allgemeine Vorschriften) und § 16 (Überholverbote) der österreichischen StVO geregelt.
Rechts überholen ist in folgenden Situationen erlaubt:
- Linksabbieger, die sich zur Fahrbahnmitte eingeordnet haben, dürfen auch rechts überholt werden
- Straßenbahnen, wenn der Abstand zwischen den Gleisen und dem Fahrbahnrand baulich so groß ist, dass rechts überholt werden kann
- Fahrzeuge des Straßendienstes, wenn sie nicht links überholt werden können

### Schweiz
Im Gegensatz zu Deutschland ist das Rechtsüberholen an mehrspurigen Strassen innerorts, ähnlich wie auf Autobahnen, ebenfalls verboten, falls die einzelnen Fahrstraßen nicht in unterschiedliche Richtungen führen.
Bis 2018 galt in der Schweiz die Regel, dass Rechtsüberholen verboten ist, das Rechtsvorbeifahren an einer dichten Kolonne dagegen erlaubt ist. Da die Grenze, ab wann von einer Kolonne geschrieben werden kann, aber umstritten ist, besteht Rechtsunsicherheit mit weitreichenden Folgen: Ein nicht erlaubtes Rechtsvorbeifahren hat auf Autobahnen einen Führerscheinentzug zur Folge. Daher haben der Nationalrat und der Ständerat 2018 auf eine Empfehlung des Bundesrates hin beschlossen, das Rechtsvorbeifahren auf Autobahnen gleich generell zu erlauben. Dies solle zudem den Verkehrsfluss auch erhöhen, da langsamere Fahrzeuge auf der Überholspur den Verkehr nicht mehr aufbremsen. Nachdem beide Räte zugestimmt haben, arbeitete der Bundesrat eine entsprechende Vorlage aus. Die Schweiz ist somit seit 2021 inzwischen eines der wenigen Länder in Europa, in denen Rechtsvorbeifahren auf der Autobahn ausdrücklich erlaubt ist.

### Berechnung des Überholweges bei konstanter Fahrgeschwindigkeit
```

  

    

      

        
S

        
=

        

          

            

              

                
L

                

                  
g

                

              

              
⋅

              
 

              

                
v

                

                  
h

                

              

            

            

              
v

              

                
d

              

            

          

        

      

    

    
{\displaystyle S={L_{g}\cdot \ v_{h} \over v_{d}}}

  

```

- {\displaystyle L_{g}} = Gesamtlänge beider Fahrzeuge + beide Sicherheitsabstände (m)
- {\displaystyle v_{h}} = Geschwindigkeit des Überholers (km/h)
- {\displaystyle v_{d}} = Differenzgeschwindigkeit zwischen beiden Fahrzeugen (km/h)

Rechenbeispiel:
Ein Pkw (5 m lang, 90 km/h schnell), möchte einen Lkw (18 m lang, 60 km/h schnell) auf einer Landstraße überholen.
- {\displaystyle L_{g}}    = 5,0 m (Länge des Pkw) + 18,0 m (Länge des Lkw) + 45 m Sicherheitsabstand des Pkw zum Lkw vor dem Ausscheren + 50 m Sicherheitsabstand nach dem Überholen zum Lkw  =  118 m (Der Sicherheitsabstand bezieht sich auf den nachfolgenden Verkehr, LKW mit Geschwindigkeit über 50 km/h müssen mindestens 50 Meter Sicherheitsabstand halten.)
- {\displaystyle v_{h}}    = 90 km/h
- {\displaystyle v_{d}}    = 30 km/h

Das ergibt 118 m {\displaystyle \cdot } 90 km/h  :  30 km/h  = 354 m reiner Überholweg.
Bei einem entgegenkommenden Fahrzeug, das sich mit gleicher Geschwindigkeit wie der Überholer bewegt, ist dieser Überholweg zu verdoppeln. Damit ergibt sich als sicherer Abstand bis zu der Stelle, an der ein entgegenkommendes Fahrzeug derzeit fährt bzw. auftauchen kann (aus einer Kurve oder hinter einer Anhöhe) 708 m. (Falls dort in Gegenrichtung z. B. 100 km/h erlaubt sind, kann das entgegenkommende Fahrzeug mit dieser Geschwindigkeit fahren; dann ergeben sich entsprechend 354 + 393 = 747 m; etwas mehr ist vorzusehen für den Fall, dass das entgegenkommende Fahrzeug zu schnell fährt.)

### Überholrate
Bei der Verkehrsplanung oder der Bestimmung der Leistungsfähigkeit einer Straße spielt die Überholrate eine wesentliche Rolle. Sie bezeichnet die Summe aller Überholvorgänge bezogen auf eine Zeitspanne und die Länge eines Streckenabschnittes. Die Einheit lautet U /(h * km). Erlaubt die Streckensituation nur wenige Überholvorgänge, besitzt die Überholrate einen entsprechend kleinen Wert.

### Soft shoulders
Auf in Nordamerika verbreiteten Straßen mit sogenannten soft shoulders, also fahrspur-breiten Schotter-Banketten neben der asphaltierten (Zweirichtungs-)Fahrbahn wie etwa am Alaska Highway, ist es in manchen Staaten bzw. Provinzen Pflicht oder zumindest gute Sitte, dass der langsamere Vorausfahrende dem von hinten kommenden Schnelleren auf das Bankett ausweicht, wenn anzunehmen ist, dass der Schnellere überholen will. Der Überholende kann dadurch den Streifen mit dem besseren Fahrbahnbelag nutzen, der Überholte verlangsamt sein Tempo durch die bremsende Wirkung des Schotters, wodurch der Überholvorgang sehr rasch abläuft. Danach reiht sich der Überholte wieder nach links auf den Asphaltstreifen ein.

## Auf der Schiene

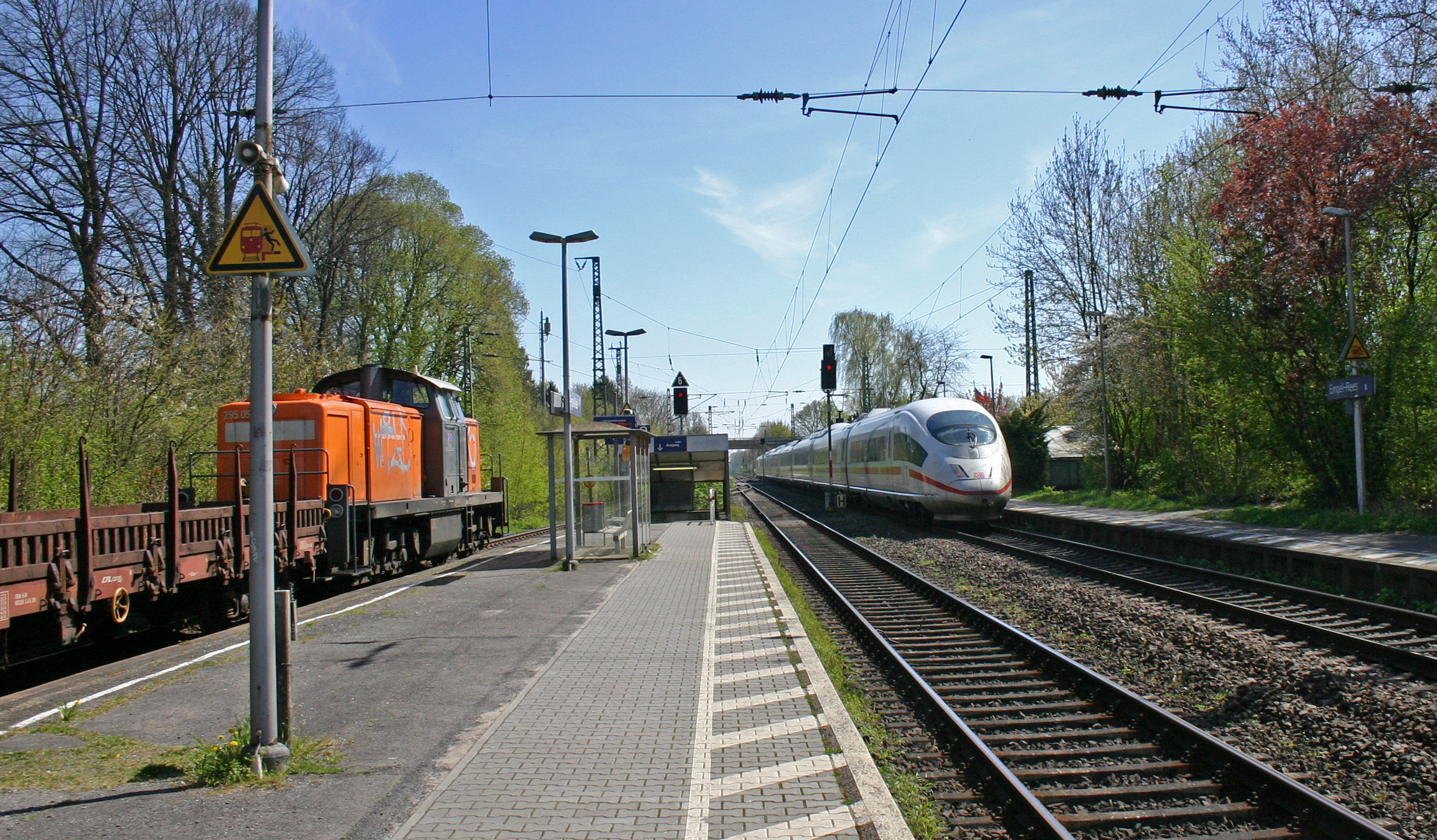
Überholung eines Güterzuges durch einen ICE im Bahnhof Empel-Rees

In ähnlicher Weise kommt es im Betrieb von Eisenbahnen zu Überholungen. Zu diesem Zweck kann, muss aber nicht, der langsamere Zug stehenbleiben; bei der Deutschen Bahn beispielsweise unterbrechen langsame Züge ihre Fahrt in einem Bahnhof oder Betriebsbahnhof, um schnellere Züge vorbeizulassen, was als der langsame Zug geht in die Überholung bezeichnet wird. Alternative zum kostspieligen Stillstand und zugleich Verallgemeinerung ist der Gleiswechselbetrieb. Falls der überholte Zug nicht zum Stillstand kommt, spricht man auch von fliegender Überholung, was auch dann gilt, wenn er dabei eine andere, parallele Strecke befährt. Im Gegensatz zum Straßenverkehr weicht bei einer fliegenden Überholung in der Regel der überholte Zug auf das Gegengleis oder die andere Strecke aus, damit der überholende Zug seine Geschwindigkeit nicht wegen Gleiswechsels verringern muss.
Die Notwendigkeit von Überholungen entfällt ganz, wenn es zwei parallele (jeweils zweigleisige) Strecken gibt, auf denen jeweils eine andere Höchstgeschwindigkeit gilt. Meist wird dabei der S-Bahn-Verkehr mit seinen vielen Zwischenhalten vom übrigen Verkehr oder der langsamere Güter- vom Personenverkehr getrennt. Eine solche Entmischung schnellerer und langsamerer Züge ist zwar wünschenswert, lohnt sich aber nur bei Strecken mit hohem Verkehrsaufkommen. Auch ist sie nicht immer möglich, zum Beispiel in engen Flusstälern und Innenstadtbereichen.

## Auf See

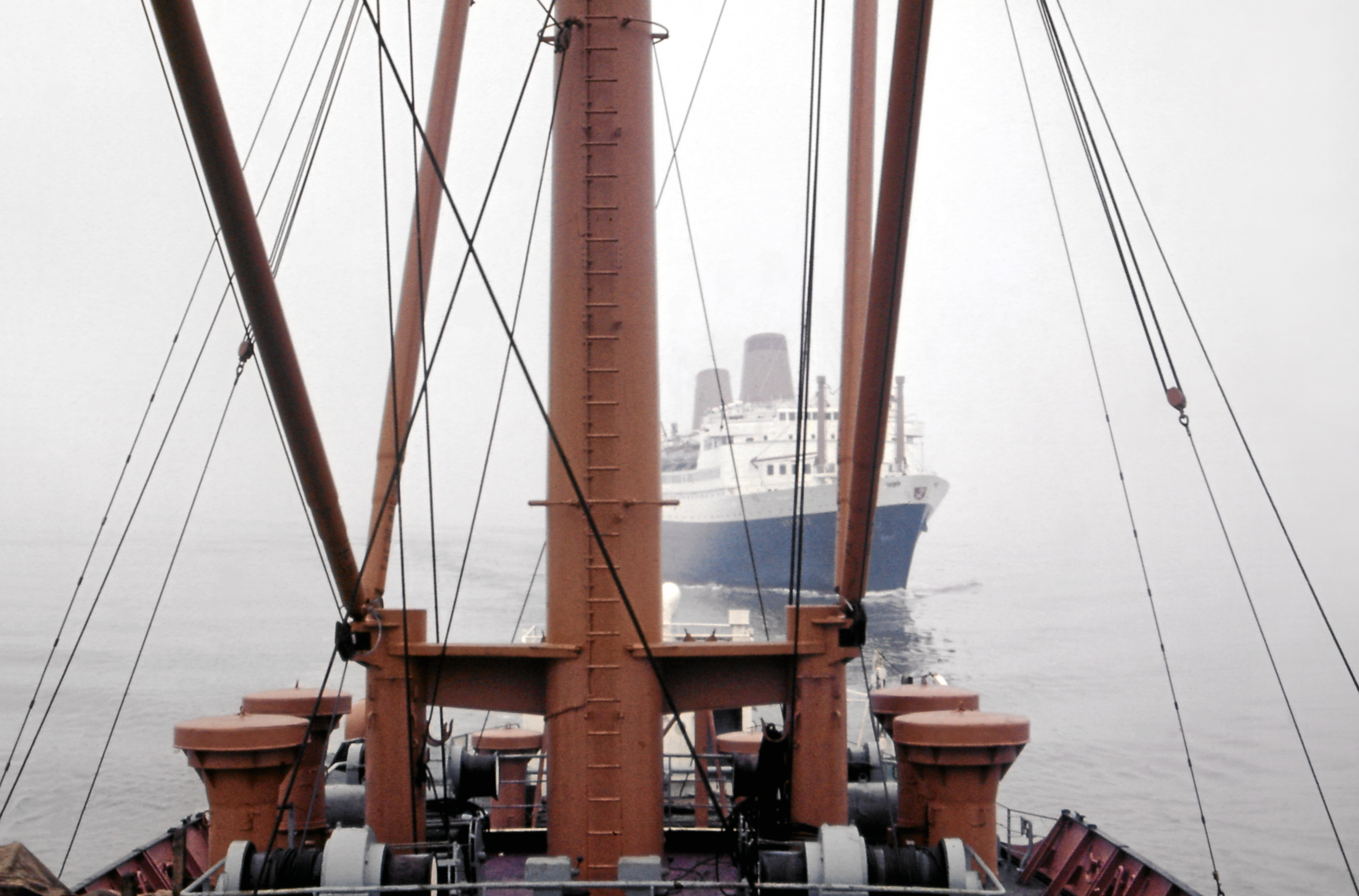
Die Europa III beim Beginn eines Überholmanövers auf der Außenweser

Auf See definiert das Wegerecht nach den Kollisionsverhütungsregeln Fahrzeuge als Überholer, die sich einem vorausfahrenden Fahrzeug in einem Winkel von mehr als 22,5° (2 Strich) achterlicher als querab nähern. Überholer sind ausweichpflichtig.

## In der Luft
Im Luftverkehr hat ein überholendes – d. h. sich einem anderen Luftfahrzeug unter einem Winkel von weniger als 70° näherndes – Luftfahrzeug den Flugweg des Überholten zu meiden und seinen Kurs nach rechts zu ändern (§ 13 Abs. 3 Luftverkehrsordnung).